# Cueva Antón
Koordinaten: 38° 3′ 51,8″ N, 1° 29′ 47,2″ W
Cueva Antón ist eine paläoanthropologische und archäologische Fundstätte in der Region Murcia im Südwesten von Spanien. Die Halbhöhle liegt rund 60 Kilometer von der Mittelmeer-Hafenstadt Cartagena entfernt im Binnenland im Gebiet der Gemeinde Mula. Sie wurde durch den Río Mula ausgewaschen. Der Abri diente im Mittelpaläolithikum den Neandertalern als Lagerplatz. International bekannt wurde die Höhle im Jahr 2010, nachdem dort eine mindestens 43.000 Jahre alte Muschelschale entdeckt wurde, an der oranges Pigment haftete. Der Pigmentfund wurde als Beleg dafür gedeutet, dass die Muschelschale „in einer ästhetischen und vermutlich symbolischen“ Weise verwendet worden war. Der Fund aus der Cueva Antón wurde gemeinsam mit ähnlichen Funden aus der Cueva de los Aviones publiziert; sie wurden als die ersten derartigen, in Europa entdeckten Schmuckstücke von Neandertalern bezeichnet. Die Besiedelung der Iberischen Halbinsel durch den modernen Menschen (Homo sapiens) erfolgte erst mehrere tausend Jahre nach der Herstellung des Fundstücks aus der Cueva Antón.

## Höhle
Das anstehende Gestein der Höhle besteht aus Kalkstein, dessen Ursprung ins Eozän (in die Zeit vor rund 50 bis 40 Millionen Jahren) datiert wurde. Durch das Wasser des Río Mula entstand – als Folge der Erosion – ein 25 bis 30 Meter hoher Steilabbruch, an dessen Basis der Fluss zudem eine geräumige Höhlung auswusch. Erstmals 1991 entdeckte man bei Ausgrabungen in einer insgesamt vier Meter dicken Sedimentschicht Hinweise auf eine frühzeitliche Anwesenheit von Menschen. Bei erneuten Ausgrabungen in den Jahren 2007 und 2008 wurde eine farbige Muschelschale entdeckt. Die Datierung der Fundschicht verwies auf eine Epoche wenige tausend Jahre vor Ankunft des Homo sapiens.

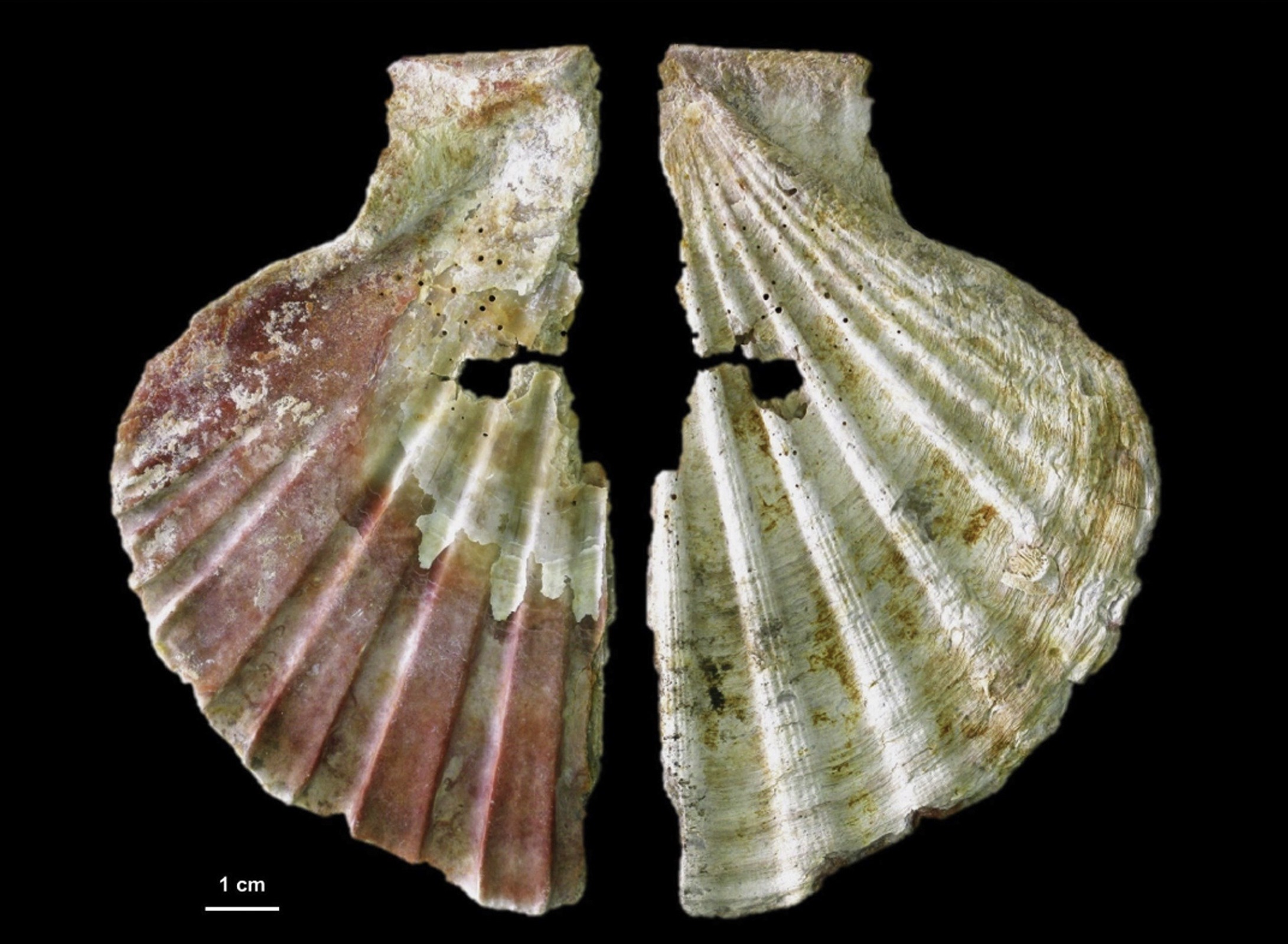
Pilgermuschel aus der Cueva Antón. Die rötliche Farbe der Innenseite (links) ist natürlichen Ursprungs.

## Fund
Die entdeckte flache Schale einer Großen Pilgermuschel (Pecten maximus) weist im Bereich des Wirbels ein Loch auf, dessen Entstehen ungeklärt ist. Sicher ist jedoch, dass die Schale bereits vor ihrer Ablagerung in der Höhle perforiert wurde, da eine künstlich orange Verfärbung auf der Innenseite des Loches vorhanden ist.
Das Pigment besteht aus einer Mischung von gelblichem Goethit und rötlichem Hämatit und wurde auf der Außenseite der Muschelschale aufgetragen. Die von Natur aus rötlich gefärbte Innenseite der Schale wurde hingegen nicht mit Farbstoffen behandelt. Die Beschaffenheit des Farbauftrags liefert den Forschern zufolge keinen Anhaltspunkt dafür, dass die Schale zur Herstellung oder zur Aufbewahrung von Farbstoffen gedient haben könnte; sie interpretierten die Muschelschale daher als „Körperschmuck“ („body decoration“).

## Belege
1. ↑  João Zilhão et al.: Symbolic use of marine shells and mineral pigments by Iberian Neandertals. In: PNAS. Band 107, Nr. 3, 2010, S. 1023–1028, doi:10.1073/pnas.0914088107.
Der Artikel Großes Gehirn und intelligenter als gedacht auf heise.de vom 11. Januar 2010 enthält zwei Abbildungen aus PNAS; die untere (farbige) zeigt den Fund aus der Cueva Antón: links die natürliche Färbung der Innenseite, rechts – gespiegelt – die orange eingefärbte Außenseite.
2. ↑  Michael Balter: Neandertal Jewelry Shows Their Symbolic Smarts. In: Science. Band 327, 2010, S. 255–256, doi:10.1126/science.327.5963.255.